# Cratere Singbonga
Singbonga è un cratere sulla superficie di Rea.